# Eurycope eltaniae
Eurycope eltaniae är en kräftdjursart som beskrevs av Menzies och George 1972. Eurycope eltaniae ingår i släktet Eurycope och familjen Munnopsidae. Inga underarter finns listade i Catalogue of Life.